# Loch Linnhe
Loch Linnhe is een inham aan de westkust van Schotland.
Loch Linnhe is zo'n 50 km lang en het gedeelte boven Corran ( zie tekening) is gemiddeld slechts 2 km breed.  De zeearm gaat in het zuidwesten over in de Firth of Lorn.
Bij Corran is een autoferry naar Ardgour. 
Andere lochs die verbonden zijn met Loch Linnhe zijn:
- Loch Leven, dat in het verlengde ligt van de beroemde vallei Glen Coe
- Loch Eil, dat in het noordoosten ter hoogte van Fort William overgaat in Loch Linnhe

Het stadje Fort William bevindt op de zuidelijke kust in het noordoosten aan de monding van de rivier Lochy. 
Het gebied werd in 1848 afgebeeld in waterverfschilderingen door de Nederlandse kunstenaar Charles Rochussen.

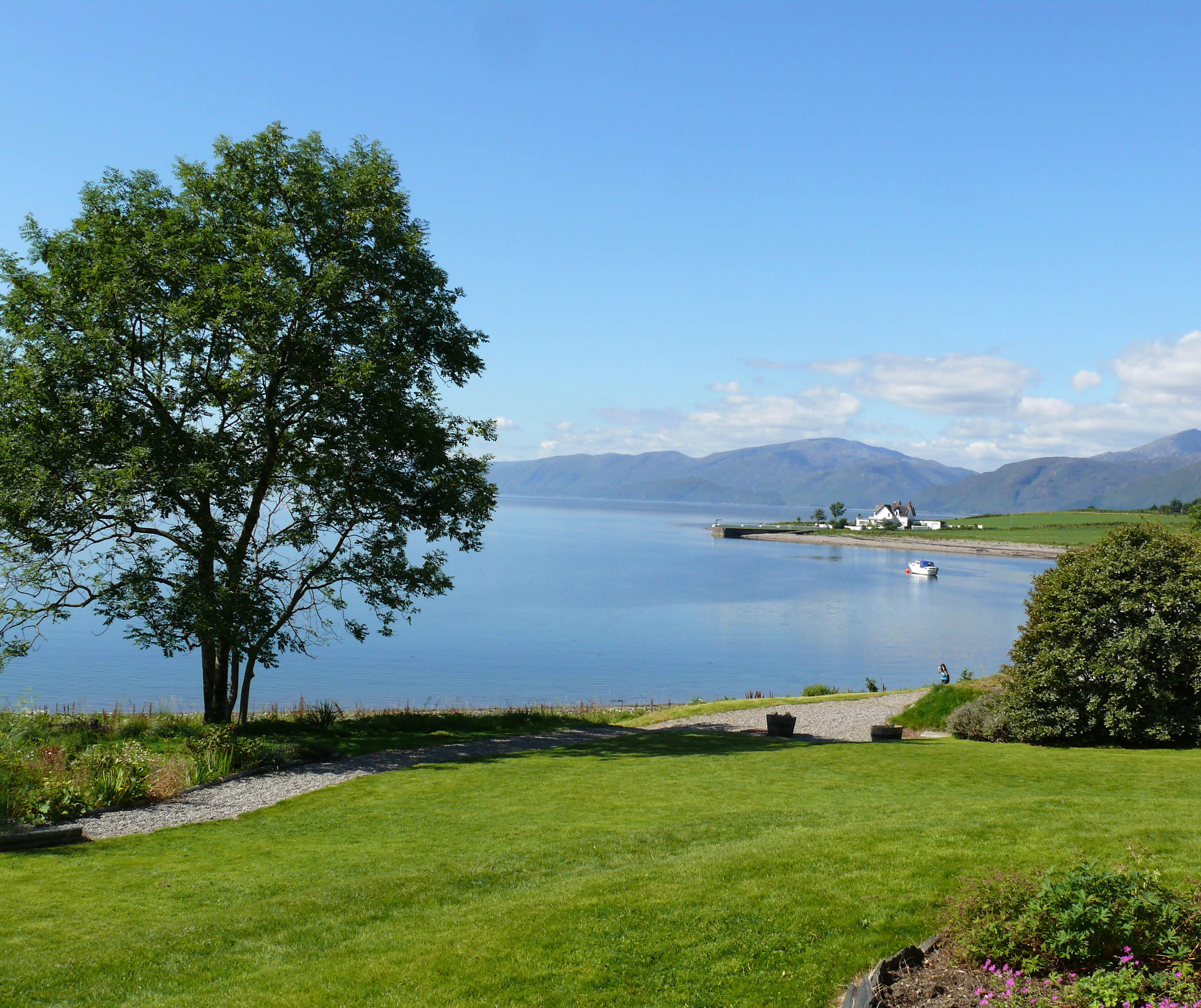
Loch Linnhe in Onich
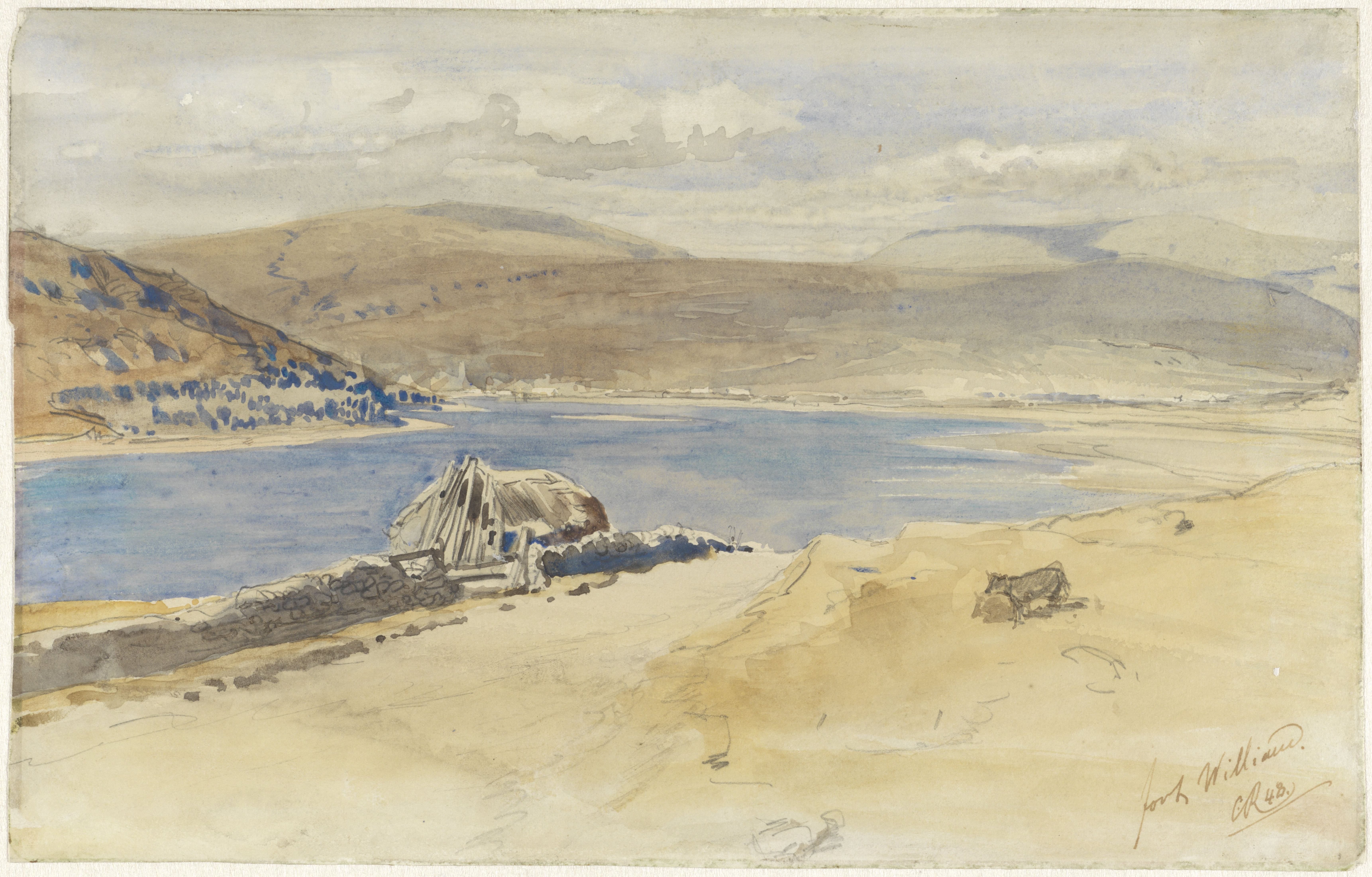
Aquarel door Charles Rochussen, 1848